# Усечение числа
В математике и информатике, отбрасывание дробной части (англ. truncation) — ограничение количества цифр справа от десятичной точки.

## Отбрасывание дробной части и функция округления в меньшую сторону
Отбрасывание дробной части положительных действительных чисел может быть выполнено с помощью функции округления в меньшую сторону. Например, дано число {\displaystyle x\in \mathbb {R} _{+}}, дробную часть которого необходимо отбросить и число {\displaystyle n\in \mathbb {N} _{0}}, обозначающее количество знаков, которые необходимо сохранить после десятичной точки, значение числа x после отбрасывания дробной части будет равно
{\displaystyle \operatorname {trunc} (x,n)={\frac {\lfloor 10^{n}\cdot x\rfloor }{10^{n}}}.}
Однако для отрицательных чисел отбрасывание дробной части не округляет число в том же направлении, что и функция округления в меньшую сторону: отбрасывание дробной части всегда округляет число в сторону нуля, а функция округления в меньшую сторону округляет в направлении отрицательной бесконечности. Для заданного числа {\displaystyle x\in \mathbb {R} _{-}}, вместо этого используется функция округления в большую сторону.
{\displaystyle \operatorname {trunc} (x,n)={\frac {\lceil 10^{n}\cdot x\rceil }{10^{n}}}}
В некоторых случаях функция отбрасывания дробной части trunc(x,0) записывается как [x].  См. Целая часть.

## Причины отбрасывания дробной части
В компьютерах отбрасывание дробной части может происходить в тех случаях, когда десятичное число преобразуется в целое число; отбрасывание всей дробной части происходит по тому, что целые числа не могут хранить нецелые действительные числа.

## В алгебре
Аналог отбрасывания дробной части может быть применен к многочленам. В этом случае, усечение полинома P до степени n может быть определено как сумма всех членов P степени n или меньше. Полиномиальные усечения встречаются, например, при изучении полиномов Тейлора.